# Tapajosa rubromarginata
Tapajosa rubromarginata är en insektsart som först beskrevs av Victor Antoine Signoret 1855.  Tapajosa rubromarginata ingår i släktet Tapajosa och familjen dvärgstritar. Inga underarter finns listade i Catalogue of Life.